# تپه سله در ۲
تپه سله در ۲ مربوط به دوران‌های تاریخی پس از اسلام است و در شهرستان قزوین، روستای عباس‌آباد واقع شده و این اثر در تاریخ ۱۰ مهر ۱۳۸۰ با شمارهٔ ثبت ۳۹۰۲ به‌عنوان یکی از آثار ملی ایران به ثبت رسیده است.